# 교육방송 EDU TV
교육방송 EDU TV는 재단법인 스마트교육재단이 운영하는 방송 채널이다.

## 기업 연혁
- 2000년 스마트교육방송 개국
- 2001년 국내외 방송사 선정 (주최 : 한국경제신문, 국민일보 등)
- 2003년 CTS기독교방송 인수
- 2005년 삶이 변하는 시간 25, 기독교 방송사 폐지.
- 2012년 오픈스토리 인수(현 NOW제주TV으로 변경)
- 2016년 방송사 일시 중단 안내
- 2018년 스마트교육방송에서 edu tv로 변경.
- 2020년 코로나19와 사회적 거리두기를 위한 녹화방송 진행중.

## 방송 프로그램중국어
- 행복교육
- english
- 中國語

## 채널 번호
- KT지니TV : 970번
- SK BTV : 197번
- LG U+ TV : 344번